# Candoia paulsoni
Candoia paulsoni là một loài rắn trong họ Boidae. Loài này được Stull mô tả khoa học đầu tiên năm 1956.